# Yann Fortier
Yann Fortier, né le 2 août 1971 à Sainte-Foy (aujourd'hui un arrondissement de la ville de Québec, au Canada), est un écrivain canadien.

## Biographie
Depuis 2012, Yann Fortier est directeur général de l'exposition annuelle World Press Photo Montréal,,. Il est aussi rédacteur pigiste agréé,, formateur agréé en rédaction et spécialiste en enseignement des fonctionnalités du logiciel Antidote, de PowerPoint et de ChatGPT.
En 2013, il est deux fois sélectionné sur la liste préliminaire du Prix du récit de la radio publique ICI Radio-Canada Première, puis est finaliste et boursier en septembre 2016 pour sa nouvelle Grand-père et capitaine.
Il publie son premier roman en 2015, L'Angoisse du paradis, aux éditions Marchand de feuilles,,,,. En septembre 2016, le roman est finaliste au prix Senghor du premier roman francophone et francophile.
En octobre 2020, il publie Né pour être vivant, roman relatant les péripéties d'un chanteur disco, prétexte pour revisiter le début des années 1980,,, et ce, en proposant une biographie inventée du chanteur français Patrick Hernandez. En septembre 2022, il publie la nouvelle Le lac solar à Gore dans la publication de l'UNEQ, Format Papier. 

## Prix
En mars 2017, Yann Fortier est lauréat et boursier du prix Adelf-Amopa de la première œuvre littéraire francophone.